# Elida Tuinstra
Elida Tuinstra, née le 26 octobre 1931 à Lemele (Pays-Bas) et morte le 28 octobre 2021 à Oegstgeest (Pays-Bas), est une femme politique néerlandaise. Membre du parti Démocrates 66 (D'66), elle est députée de 1977 à 1986 puis sénatrice de 1991 à 1999.

## Biographie
Née en 1931, Elida Katharina Tuinstra est la fille d'un pasteur et d'une enseignante.
Elle adhère au Parti travailliste de 1965 à 1967 puis aux Démocrates 66 (D'66) à partir de 1967. Elle est membre du Conseil provincial de Hollande-Méridionale de 1970 à 1973. En 1973, elle quitte D'66, réintégrant finalement le parti en 1976.

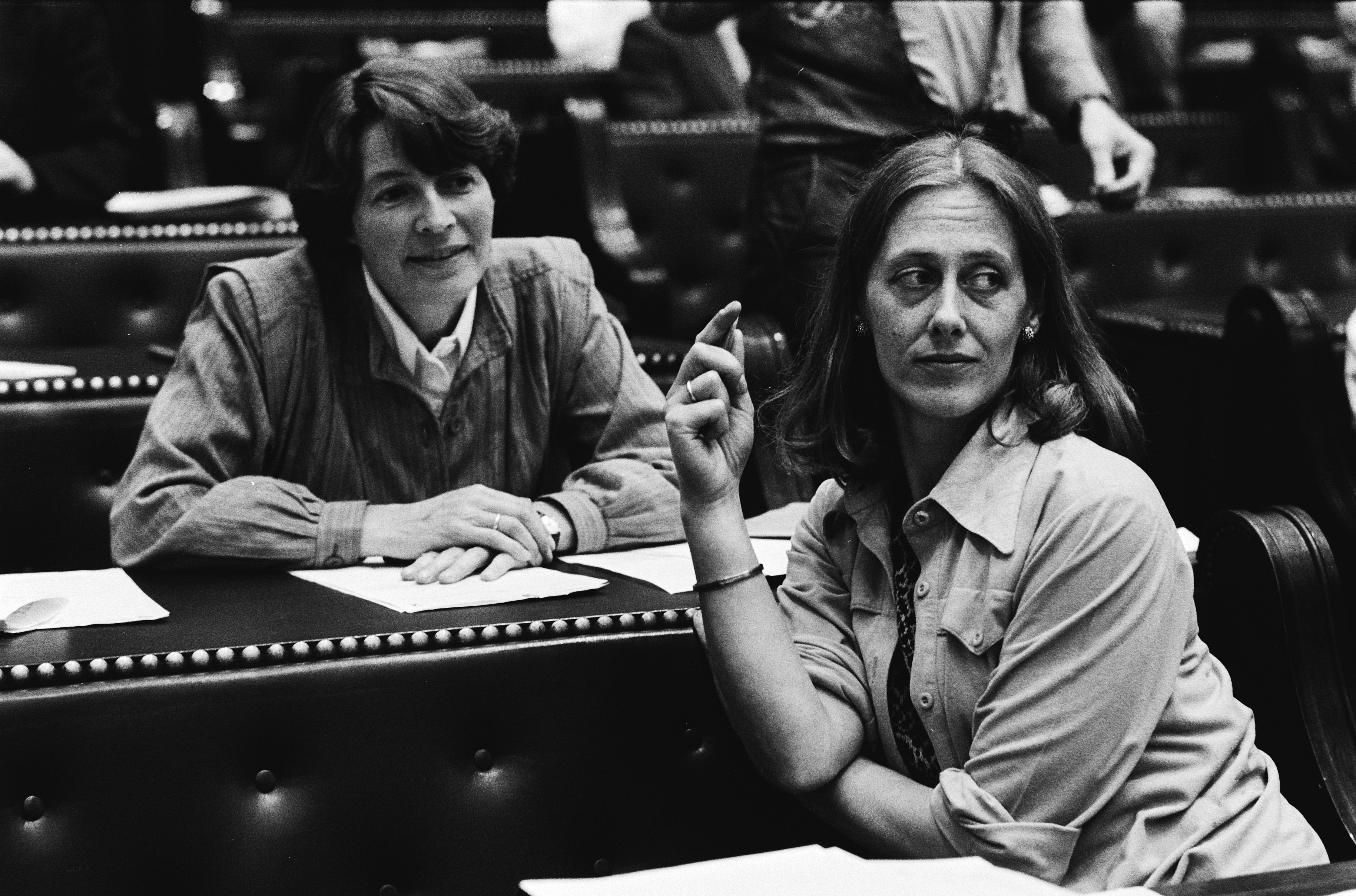
Les députées Ineke Lambers-Hacquebard et Elida Tuinstra en 1979.

Elle est élue députée à la Seconde Chambre des États généraux lors des élections législatives de 1977, en raison du désistement de Meta van Beek (nl), candidate placée plus haut qu'elle sur la liste où elle figurait. Elida Tuinstra s'investit dans les domaines de la justice, de la santé et de l'émancipation des femmes, défendant notamment le droit à l'avortement. En 1978, elle soutient en vain avec sa collègue Ineke Lambers-Hacquebard une motion du Parti socialiste pacifiste (PSP) s'opposant à une augmentation du budget de la défense puis, en 1980, toujours avec la même parlementaire, une motion du Parti politique des radicaux (PPR) demandant la fermeture des centrales nucléaires de Borssele et de Dodewaard, qui est également rejetée, les six autres parlementaires de D'66 s'y étant opposé. En 1984, elle présente un projet de loi sur l'assouplissement des dispositions relatives à l'euthanasie, initiative reprise en 1986 par Jacob Kohnstamm. Elle est vice-présidente de la commission permanente de l'intérieur de 1982 à 1986 et membre de la délégation parlementaire en République populaire de Chine en 1985. Elle quitte sa fonction parlementaire en 1986.
En 1991, elle revient au Parlement comme sénatrice à la Première Chambre des États généraux. Elle s'implique particulièrement sur les sujets liés à la santé publique, l'éducation, la culture et les médias. Elle y siège jusqu'en 1999.
Dans les années 1990, elle est membre du conseil d'administration de l'Interkerkelijke Omroep Nederland (en) (IKON) et de celui du Centre d'histoire parlementaire de l'université catholique de Nimègue.
Mariée au professeur de droit administratif J. Wessel, elle divorce en 1994.
Elle meurt en 2021.

## Décoration
- 1994 : chevalier de l'ordre du Lion néerlandais